# Prachtlibellen (geslacht)
De prachtlibellen (Macromia) vormen een geslacht van echte libellen (Anisoptera) uit de familie van de prachtlibellen (Macromiidae).

## Soorten
- Macromia aculeata Fraser, 1927
- Macromia alleghaniensis Williamson, 1909
- Macromia amphigena Selys, 1871 – Oostelijke prachtlibel
- Macromia annaimallaiensis Fraser, 1931
- Macromia annulata Hagen, 1861
- Macromia arachnomima Lieftinck, 1953
- Macromia astarte Lieftinck, 1971
- Macromia beijingensis Zhu & Chen, 2005
- Macronia bellicosa Fraser, 1924
- Macromia berlandi Lieftinck, 1941
- Macromia calliope Ris, 1916
- Macromia callisto Laidlaw, 1902
- Macromia celaeno Lieftinck, 1955
- Macromia celebia van Tol, 1994
- Macromia chaiyaphumensis Hämäläinen, 1985
- Macromia chalciope Lieftinck, 1952
- Macromia chui Asahina, 1968 (nomen dubium)
- Macromia cincta Rambur, 1842
- Macromia cingulata Rambur, 1842
- Macromia clio Ris, 1916
- Macromia corycia Laidlaw, 1922
- Macromia cupricincta Fraser, 1924
- Macromia cydippe Laidlaw, 1922
- Macromia daimoji Okumura, 1949
- Macromia dione Lieftinck, 1971
- Macromia ellisoni Fraser, 1924
- Macromia erato Lieftinck, 1950
- Macromia euphrosyne Lieftinck, 1952
- Macromia eurynome Lieftinck, 1942
- Macromia euterpe Laidlaw, 1915
- Macromia flavicincta Selys, 1874
- Macromia flavocolorata Fraser, 1922
- Macromia flavovittata Fraser, 1935
- Macromia flinti Lieftinck, 1977
- Macromia fulgidifrons Wilson, 1998
- Macromia gerstaeckeri Krüger, 1899
- Macromia hamata Zhou, 2003
- Macromia hermione Lieftinck, 1952
- Macromia holthuisi Kalkman, 2008
- Macromia icterica Lieftinck, 1926
- Macromia ida Fraser, 1924
- Macromia illinoiensis Walsh, 1862
- Macromia indica Fraser, 1924
- Macromia irata Fraser, 1924
- Macromia irina Lieftinck, 1950
- Macromia jucunda Lieftinck, 1955
- Macromia katae Wilson, 1993
- Macromia kiautai Zhou, Wang, Shuai & Liu, 1994
- Macromia kubokaiya Asahina, 1964
- Macromia lachesis Lieftinck, 1971
- Macromia macula Zhou, Wang, Shuai & Liu, 1994
- Macromia magnifica McLachlan, 1874
- Macromia malleifera Lieftinck, 1955
- Macromia manchurica Asahina, 1964
- Macromia margarita  Westfall, 1947
- Macromia melpomene Ris, 1913
- Macromia mnemosyne Lieftinck, 1935
- Macromia moorei Selys, 1874
- Macromia murakii Yokoi & Souphanthong, 2019
- Macromia negrito Needham & Gyger, 1937
- Macromia pacifica Hagen, 1861
- Macromia pallida Fraser, 1924
- Macromia pinratani Asahina, 1983
- Macromia polyhymnia Lieftinck, 1929
- Macromia pyramidalis Martin, 1906
- Macromia septima Martin, 1904
- Macromia sombui Vick, 1988
- Macromia sophrosyne Lieftinck, 1952
- Macromia splendens Pictet, 1843 – Prachtlibel
- Macromia taeniolata Rambur, 1842
- Macromia terpsichore Förster, 1900
- Macromia tillyardi Martin, 1906
- Macromia unca Wilson, 2004
- Macromia urania Ris, 1916
- Macromia vangviengensis Yokoi & Mitamura, 2002
- Macromia viridescens Tillyard, 1911
- Macromia weerakooni Sumanapala, 2021
- Macromia westwoodii Selys, 1874
- Macromia whitei Selys, 1871
- Macromia yunnanensis Zhou, Luo, Hu & Wu, 1993
- Macromia zeylanica Fraser, 1927

Niet meer geaccepteerde namen
- Macromia africana Selys, 1871 = Phyllomacromia africana
- Macromia amicorum Gambles, 1979 = Phyllomacromia amicorum
- Macromia amymone Lieftinck, 1952, zie Macromia viridescens Tillyard, 1911
- Macromia aureozona Pinhey, 1966 = Phyllomacromia aureozona
- Macromia australensis Williamson, 1909, zie Macromia illinoiensis Walsh, 1862
- Macromia bartenevi Belyshev, 1973, zie Macromia amphigena Selys, 1871
- Macromia bicornis Förster, 1906, zie Phyllomacromia paula (Karsch, 1892)
- Macromia bicristulata Legrand, 1975 = Phyllomacromia bicristulata
- Macromia bifasciata Martin, 1912, zie Phyllomacromia contumax Selys, 1879
- Macromia binocellata Fraser, 1924, zie Epophthalmia frontalis Selys, 1871
- Macromia bispina Fraser, 1954 = Phyllomacromia bispina
- Macromia borneensis Krüger, 1899, zie Macromia cincta Rambur, 1842
- Macromia bredoi Schouteden, 1934, zie Phyllomacromia melania (Selys, 1871)
- Macromia caderita Needham, 1950, zie Macromia annulata Hagen, 1861
- Macromia camerunica Pinhey, 1974, zie Phyllomacromia aeneothorax (Nunney, 1895)
- Macromia caneri Gauthier, 1987 = Phyllomacromia caneri
- Macromia cantonensis Tinkham, 1936, zie Macromidia rapida Martin, 1907
- Macromia clymene Ris, 1921, zie Phyllomacromia monoceros (Förster, 1906)
- Macromia congolica Fraser, 1955 = Phyllomacromia congolica
- Macromia cubensis Scudder, 1866 = Idiataphe cubensis
- Macromia elegans Brauer, 1865 = Epophthalmia elegans
- Macromia flavicans Fraser, 1954, zie Phyllomacromia picta (Hagen, 1871)
- Macromia flavimitella Pinhey, 1966 = Phyllomacromia flavimitella
- Macromia flavipennis Walsh, 1862, zie Macromia pacifica Hagen, 1861
- Macromia fraenata Laidlaw, 1922 non Martin, 1906, zie Macromia flavocolorata Fraser, 1922
- Macromia fumata Krüger, 1899, zie Macromia moorei Selys, 1874
- Macromia funicularia Martin, 1907, zie Phyllomacromia melania (Selys, 1871)
- Macromia funicularioides Legrand, 1983 = Phyllomacromia funicularioides
- Macromia gamblesi Lindley, 1980 = Phyllomacromia gamblesi
- Macromia girardi Legrand, 1991 = Phyllomacromia girardi
- Macromia halei Fraser, 1928, zie Phyllomacromia contumax Selys, 1879
- Macromia hamifera Lieftinck, 1955, zie Macromia clio Ris, 1916
- Macromia hervei Legrand, 1980 = Phyllomacromia hervei
- Macromia junior Pinhey, 1961, zie Phyllomacromia kimminsi (Fraser, 1954)
- Macromia kimminsi Fraser, 1954 = Phyllomacromia kimminsi
- Macromia kochi Grünberg, 1911, zie Phyllomacromia picta (Hagen, 1871)
- Macromia lamottei Legrand, 1993 = Phyllomacromia lamottei
- Macromia legrandi Gauthier, 1987 = Phyllomacromia legrandi
- Macromia lieftincki Fraser, 1954, zie Phyllomacromia aeneothorax (Nunney, 1895)
- Macromia maesi Schouteden, 1917 = Phyllomacromia maesi
- Macromia martorelli Compte Sart, 1964, zie Phyllomacromia melania (Selys, 1871)
- Macromia melania Selys, 1871 = Phyllomacromia melania
- Macromia miniata Fraser, 1924, zie Macromia flavocolorata Fraser, 1922
- Macromia monoceros Förster, 1906 = Phyllomacromia monoceros
- Macromia nigeriensis Gambles, 1971 = Phyllomacromia nigeriensis
- Macromia nyanzana Grünberg, 1911, zie Phyllomacromia contumax Selys, 1879
- Macromia occidentalis Fraser, 1954 = Phyllomacromia occidentalis
- Macromia onerata Martin, 1907, zie Phyllomacromia monoceros (Förster, 1906)
- Macromia overlaeti Schouteden, 1934 = Phyllomacromia overlaeti
- Macromia pallidinervis Förster, 1906 = Phyllomacromia pallidinervis
- Macromia paludosa Pinhey, 1976, zie Phyllomacromia overlaeti (Schouteden, 1934)
- Macromia paula Karsch, 1892 = Phyllomacromia paula
- Macromia picta Hagen, 1871 = Phyllomacromia picta
- Macromia pseudafricana Pinhey, 1961 = Phyllomacromia pseudafricana
- Macromia reginae Le Roi, 1915, zie Phyllomacromia contumax Selys, 1879
- Macromia rickeri Walker, 1937, zie Macromia magnifica McLachlan, 1874
- Macromia royi Legrand, 1982, zie Phyllomacromia overlaeti (Schouteden, 1934)
- Macromia schoutedeni Fraser, 1954 = Phyllomacromia schoutedeni
- Macromia selysi Kirby, 1900, zie Phyllomacromia aeneothorax (Nunney, 1895)
- Macromia seydeli Fraser, 1954 = Phyllomacromia seydeli
- Macromia sibirica Djakonov, 1926, zie Macromia amphigena Selys, 1871
- Macromia sophia Selys, 1871 = Phyllomacromia sophia
- Macromia subtropicalis Fraser, 1954, zie Phyllomacromia overlaeti (Schouteden, 1934)
- Macromia sylvatica Fraser, 1954 = Phyllomacromia sylvatica
- Macromia thalia Lieftinck, 1929, zie Macromia flavocolorata Fraser, 1922
- Macromia thetis Ris, 1921, zie Phyllomacromia monoceros (Förster, 1906)
- Macromia tokyoensis Asahina, 1949, zie Macromia daimoji Okumura, 1949
- Macromia trifasciata Rambur, 1842 = Phyllomacromia trifasciata
- Macromia trituberculata Fraser, 1921, zie Macromia moorei Selys, 1874
- Macromia trochi Grünberg, 1911, zie Phyllomacromia picta (Hagen, 1871)
- Macromia tropicalis Selys, 1878, zie Phyllomacromia picta (Hagen, 1871)
- Macromia unifasciata Fraser, 1954 = Phyllomacromia unifasciata
- Macromia villiersi Legrand, 1992 = Phyllomacromia villiersi
- Macromia vittigera Rambur, 1842 = Epophthalmia vittigera
- Macromia wabashensis Williamson, 1909, zie Macromia taeniolata Rambur, 1842